# Mastophora longiceps
Mastophora longiceps là một loài nhện trong họ Araneidae.
Loài này thuộc chi Mastophora. Mastophora longiceps được Cândido Firmino de Mello-Leitão miêu tả năm 1940.